# Copiphora subulata
Copiphora subulata är en insektsart som först beskrevs av Stoll, C. 1813.  Copiphora subulata ingår i släktet Copiphora och familjen vårtbitare. Inga underarter finns listade i Catalogue of Life.